# 朝鲜新报
《朝鲜新报》（朝鲜语：／ Chosŏn Sinbo；日语：／）是在日本的朝鲜人组织旅日朝鲜人总联合会（朝鲜总联）机关报，由朝鲜新报社出版。总部设在日本东京，在朝鲜首都平壤设有支局。
此報雖然在國外編輯，但它仍受朝鲜劳动党实际控制，故其报道一定程度上可以反映朝鲜内政外交的动向，並發行給境外朝鮮讀者，是观察朝鲜内外政策的一个窗口。1975年5月该报被授予金日成勋章。

## 概况
该报最初只以朝鲜文发行，后来也开始提供日文文章。每周一、三、五出版三期。每期六版，朝文和日文各占一半。
主要的读者群是总联成员，但也有成员之外的订阅者，还有以学习朝鲜语为目的订阅的在日本大韩民国民团（民团）和非朝鲜系日本人。发行量5万份，该报是在日本发行量最大的朝鲜语报纸之一，也是日本唯一的具有朝鲜民主主义人民共和国官方背景的报纸 。
据NK News报道，在2020年10月某个时候上线的朝鲜新报新版网站在重新设计期间添加了一个支付系统，致使网站大部分内容都被置于付费专区计划中，这可能会使事情复杂化，因为它可能会因国际制裁朝鲜而遇到法律问题。而总编辑崔光益（Choe Kwan-ik）告诉德国之声记者说，网站收费是因为经营亏损。日本的朝鲜分析人士认为，新冠疫情带来全球经济危机，受到国际制裁的朝鲜日子不好过，平壤政权正在向所有资金来源施加压力，要求他们加大贡献，维持国家的生存。

## 历史
- 1945年10月10日 - 《民衆日報》（민중일보）創刊，当时为旬刊
- 1946年9月 - 更名为《解放新聞》（해방신문），改为隔日发行
- 1950年6月 - 朝鲜战争爆发，同年8月驻日盟军总司令部要求日本政府予以取缔而停刊
- 1952年5月 - 復刊，后改名为《朝鮮民報》（조선민보）
- 1961年1月 - 改名为《朝鮮新報》至今
- 1961年9月 - 改为日刊
- 目前《朝鲜新报》为隔日发行，每周一、三、五发行

## 其他的“朝鲜新报”
- 大韩帝国時期，「釜山港商法会議所」发行的日文报纸。
- 1906年－1908年，仁川「朝鮮新報社」发行的日文报纸，後改为《朝鮮新聞》。